# Roca Wilson
La roca Wilson es un islote rocoso puntiagudo de 183 m de alto localizado a 2,6 kilómetros de la costa occidental de la isla Blanco, en las islas Sandwich del Sur. Es el más pequeño de los tres islotes rocosos localizados al oeste de la punta Turmoil. Los otros dos son la roca Freezland (ubicada al oeste) y la roca Cerretti (ubicada al este).

## Historia
Su nombre fue colocado en 1930 al ser cartografiado por el personal británico de Investigaciones Discovery, a bordo del RRS Discovery II, en homenaje a Samuel H. Wilson, Subsecretario Permanente de Estado para las Colonias del Reino Unido.
El islote nunca fue habitado ni ocupado, y como el resto de las Sandwich del Sur son reclamados por el Reino Unido que la hace parte del territorio británico de ultramar de las Islas Georgias del Sur y Sandwich del Sur, y por la República Argentina, que la hace parte del departamento Islas del Atlántico Sur dentro de la provincia de Tierra del Fuego, Antártida e Islas del Atlántico Sur.